# Гипаррения
Гипаррения (лат. Hyparrhenia) — род многолетних и однолетних травянистых растений семейства Злаки, или Мятликовые (Poaceae). Насчитывает более 50 видов трав произрастающих в основном в саваннах.

## Ботаническое описание
Виды рода Hyparrhenia по большей части многолетние (40 видов), реже однолетние (16 видов) травянистые растения. Обычно не образуют корневищ (42 вида), некоторые виды образуют короткие корневища (12 видов) и только 2 вида образуют длинные корневища.
Соцветие обычно состоит из рацемозных соцветий с несколькими колосками, которые расположены попарно и являются частью многоразветвленной ложной метелки с прицветниками внутри. Одно из двух рацемозных соцветий явно короче другого. В каждом соцветии есть бесстебельный колосок с длинной остью, расположенный напротив цветоноса, но колоски у основания имеют разную форму, а на верхушке есть два цветоноса по обе стороны от бесстебельного колоска. Внутри колосков есть всего два бесстебельных колоска.
Внутри колосков находится один цветок с тремя тычинками. Лемма цветка в сидячих колосках окаймлена, а ость очень крепкая и коленчатая.

## Систематика и распространение
Информация о роде Hyparrhenia была впервые опубликована в 1886 году Эженом Пьером Николя Фурнье в «Mexicanas plantas nuper a collectoribus expeditionis scientificae allatas», в качестве автора был указан шведский ботаник Нильс Юхан Андерссон.
Все виды рода Hyparrhenia встречаются в Африке, преимущественно в саваннах. Однако распространение Hyparrhenia hirta простирается до Южной Европы и через Ближний Восток до Индии. Некоторые виды доходят до Австралии или, как Hyparrhenia rufa, были завезены в Южную Америку. Hyparrhenia rufa также была завезена на Гавайи в качестве кормового растения для пастбищ и ведёт себя там как инвазивный вид, особенно после пожаров. То же самое верно и для Hyparrhenia hirta в Австралии.

## Использование
Некоторые виды Hyparrhenia используются в Африке для изготовления циновок, заборов и для покрытия соломенных крыш

## Виды
По информации базы данных World Checklist of Selected Plant Families род включает 57 видов:
- Hyparrhenia anamesa
- Hyparrhenia andongensis
- Hyparrhenia anemopaegma
- Hyparrhenia anthistirioides
- Hyparrhenia arrhenobasis
- Hyparrhenia bagirmica
- Hyparrhenia barteri
- Hyparrhenia bracteata
- Hyparrhenia claytonii
- Hyparrhenia coleotricha
- Hyparrhenia collina
- Hyparrhenia confinis
- Hyparrhenia coriacea
- Hyparrhenia cyanescens
- Hyparrhenia cymbaria
- Hyparrhenia dichroa
- Hyparrhenia diplandra
- Hyparrhenia dregeana
- Hyparrhenia dybowskii
- Hyparrhenia exarmata
- Hyparrhenia familiaris
- Hyparrhenia figariana
- Hyparrhenia filipendula
- Hyparrhenia finitima
- Hyparrhenia formosa
- Hyparrhenia gazensis
- Hyparrhenia glabriuscula
- Hyparrhenia gossweileri
- Hyparrhenia griffithii
- Hyparrhenia hirta
- Hyparrhenia involucrata
- Hyparrhenia madaropoda
- Hyparrhenia mobukensis
- Hyparrhenia multiplex
- Hyparrhenia neglecta
- Hyparrhenia newtonii
- Hyparrhenia niariensis
- Hyparrhenia nyassae
- Hyparrhenia papillipes
- Hyparrhenia pilgeriana
- Hyparrhenia pilosa
- Hyparrhenia poecilotricha
- Hyparrhenia praetermissa
- Hyparrhenia quarrei
- Hyparrhenia rudis
- Hyparrhenia rufa
- Hyparrhenia schimperi
- Hyparrhenia smithiana
- Hyparrhenia subplumosa
- Hyparrhenia tamba
- Hyparrhenia tuberculata
- Hyparrhenia umbrosa
- Hyparrhenia variabilis
- Hyparrhenia violascens
- Hyparrhenia welwitschii
- Hyparrhenia wombaliensis